# Pac-Man 256
Pac-Man 256 è un videogioco sviluppato da Hipster Whale e pubblicato da Bandai Namco della serie giapponese Pac-Man. Si ispira al livello 256 di Pac-Man.